# Преход на България към демокрация и пазарна икономика
Българският преход към демокрация и пазарна икономика е общото название на историческите, политическите и икономическите процеси за установяване на демокрация в България в годините след Ноемврийския пленум на ЦК на БКП през 1989 г. Често за краткост се нарича само „Преходът“ или „Българският преход“.

## Времеви граници
Началото на прехода някои автори поставят на 10 ноември 1989 г., когато се провежда пленум на ЦК на БКП и Тодор Живков е свален от власт. Според други това е 19 януари 1990 г., когато е отменен член 1 от Конституцията на НРБ за ръководната роля на БКП в държавата.
Липсва официално съгласие и за това дали този преход е завършил и какви са етапите му. Според някои автори първият етап е смяната на властта (от 1989 – 90 г. до свикването на VII велико народно събрание), следват периодите 1991 – 1996 г., 1997 – 2001 г., 2001 – 2006 г., и за край на прехода се счита приемането на България в ЕС. Предишната тоталитарна система с повсеместно доминиране на БКП е успешно заменена със система на политически плурализъм. От 1990 до 2007 г. се сменят 12 правителства с участие на голям брой политически партии. Приети са нова конституция и множество закони. Постигнато е членство в ЕС и НАТО. Българската икономика преминава от държавна централизирана планова система към пазарна икономика, основана на частната собственост. Настъпват дълбоки социални промени в обществото.
Според мнение на Иван Костов от 2019 г.:
| „                                           | [преходът] ще приключи, когато в България се установи върховенство на закона. Когато има силни институции, които са способни да се справят с корупцията, олигархията, организираната престъпност и злоупотребата с монополно положение. И най-вече когато българските граждани станат истински защитници на демокрацията в своето Отечество. | “ |
| интервю за медиен портал „Площад Славейков“ | |   |

## Предистория

### Икономически предпоставки
Икономиката на България е планова. Стопанската структура през 1989 г. (по съвременни данни) включва секторите: 59,4% промишленост (с развити машиностроене, електротехника и електроника), 29,7% услуги, 12,9% земеделие. Външната търговия обаче е предимно със страните от СИВ (75%), от тях 55% със СССР, макар че през 80-те години расте вносът на суровини и материали от западни страни. До началото на 80-те търговският баланс е положителен, но през 1985 г. търговският баланс вече е отрицателен с дефицит от около 1 млрд. долара. До края на 80-те България влиза в икономическа криза, свързана не само с хроничен недостиг на конвертируема валута, но и със стокови дефицити, което естествено довежда до нарастваща инфлация. Външният дълг расте главоломно от средата на 80-те години, още през 1987 г. надхвърля по обем БВП и в края на 1988 година достига 10,7 милиарда долара, а опитите за получаване на външни кредити се провалят и страната навлиза в Дългова криза, продължила от 1987 до 1994 година. На среща с МВР от 25 ноември 1989 г. Петър Младенов описва ситуацията в икономиката като много тежка. Данните за икономическия прираст са били неверни и от 1983 г. до 1988 г. всяка година икономическата ситуация е била все по-лоша. След разпадането на СССР и пазара на СИВ (1989 – 1992) българската икономика се оказва неконкурентна за други пазари.

### Гласност и преустройство
С избирането на Михаил Горбачов за Генерален секретар на ЦК на КПСС през 1985 г. в СССР започва „Перестройка“ – икономически реформи за повишаване на жизнения стандарт. Тя оказва голямо влияние в страните от социалистическия лагер и особено в източноевропейските. Съпътствана е от „Гласност“ – след дългогодишно ограничаване на свободата на словото се дава възможност на хората свободно да изразяват своето мнение, появяват се независими медии, публикуват се стотици книги, останали неиздадени поради наличието на цензура. Започва да се чува все повече мнението на дисидентите и интелигенцията. Тези промени поставят началото на разпада на социалистическата система в Източна Европа.

### Политически предпоставки
Възродителен процес
През 1984 г. ЦК на БКП начело с Тодор Живков предприема стъпки за смяна на имената на българските турци. Около 850 000 българи и турци са заставени да променят арабско-турските си имена с български. Наред с това са им забранени традиционното облекло, ислямските ритуали, мюсюлманските празници, както и правото да говорят на турски език. Реакцията на потърпевшите се излива в открити демонстрации, бунтове и терористични актове, а България е критикувана на международно ниво.
През май 1989 се провежда втора вълна на протести и желаещите да се изселят получават възможност да заминат за Турция. Следва мащабна изселническа вълна (Голямата екскурзия); заминават около 360 хиляди души, макар че около 40 хиляди се завръщат преди да са изтекли тримесечните им визи. В България се появяват икономически и социални проблеми, тъй като цели села и области се обезлюдяват напълно или частично. Затруднения изпитват местната промишленост и селско стопанство, както и големите индустриални предприятия в цялата страна, където работят български турци. Налага се българските власти да организират прибирането на реколтата в обезлюдените райони с помощта на бригадири – войници и ученици. Тази втора вълна на съпротива изиграва значителна роля в откритото гражданско противопоставяне на режима в последните му години.
Неформални организации
С отхлабването на хватката на режима след Хелзинкските споразумения и особено с влиянието на перестройката и в България става възможно съществуването на организирана дисидентска опозиция. Това са т.нар. „неформални“ граждански организации от екологичен, правозащитен и синдикален тип, възникнали и развили се от 1988 г. нататък: през януари 1988 г. Илия Минев основава Независимо дружество за защита правата на човека; на 8 март 1988 е основан Обществен комитет за екологична защита на Русе; на 3 ноември 1988 е основан Клуб за подкрепа на гласността и преустройството; на 8 февруари 1989 – синдикат „Подкрепа“. Малко по-късно, през пролетта и лятото на 1989 са създадени още организации: Екогласност, Комитет за защита на религиозните права, свободата на съвестта и духовните ценности, Съюз на репресираните след 1945 г., движение „Гражданска инициатива“. Членовете на тези организации се стремят към публичност и я добиват чрез интервюта и репортажи, излъчени по радио „Свободна Европа“, „Дойче веле“, ББС и „Гласът на Америка“. Журналистката Румяна Узунова прави близо 400 интервюта.
През есента на 1989 дейността на неформалните организации става все по-открита. В Народното събрание на 1 август е внесена протестна декларация на Клуба за подкрепа на гласността и преустройството срещу прогонването на българските турци. По повод провеждането на международен екологичен форум в София „Екогласност“ започва подписка срещу проекта „Рила – Места“ и в градинката пред „Кристал“ на 26 октомври има сблъсъци с милицията. На 3 ноември шествие от няколко хиляди души внася подписката в Народното събрание. От този момент нататък режимът започва да губи контрол над положението. С цел да се свали напрежението и да се изземе инициативата от демократическата опозиция преди тя да се е обединила, някои от членовете на ЦК на БКП замислят решителни действия.

## Към парламентарна демокрация

### Десети ноември
На 9 ноември 1989 г. пада Берлинската стена, а Тодор Живков подава оставка като генерален секретар на ЦК на БКП. За 10 ноември е предвиден пленум на ЦК на БКП, който трябва да я приеме. Наред с това и неочаквано за Тодор Живков, той е освободен и от поста председател на Държавния съвет (тогава държавен глава) и неговото място заема Петър Младенов. Счита се, че този вътрешнопартиен преврат е извършен от Петър Младенов в съучастие с Андрей Луканов и Добри Джуров. Независимо от оценките датата 10 ноември се запомня като начало на настъпилите промени.

#### След свалянето на Живков
На 17 ноември 1989 г. Народното събрание избира Петър Младенов за председател на Държавния съвет. На 18 ноември първият свободен граждански митинг, свикан от неформалните организации на площада пред храм-паметника „Св. Александър Невски", събира хиляди въодушевени софиянци. На него неформални и интелектуалци говорят за демокрация, за свободни избори, издигат гласове срещу номенклатурата и в защита на човешките права. Все още не става дума за политически плурализъм или премахване на БКП. Такива лозунги се издигат малко по-късно, през декември, когато вече всекидневно се провеждат нови подписки, шествия и митинги. Българските мюсюлмани започват настойчиво да искат връщане на имената. Възстановяват се съществували до 9 септември 1944 г. политически партии, като Демократическата, Радикалдемократическата и БСДП. Неформалните организации се обединяват в Съюз на демократичните сили на 7 декември 1989 г. Така се поставя началото на политическата опозиция на БКП.
В резултат на народния натиск на своя пленум на 11 – 13 декември 1989 г. ЦК на БКП взема решение да предложи отмяната на Член 1 от конституцията, регламентиращ монопола на БКП върху властта. Петър Младенов изнася доклад „За състоянието на страната, партията и непосредствените задачи“. Пленумът също решава да изключи Тодор Живков, Милко Балев и Владимир Живков от БКП; да се изработи нов избирателен закон и да се проведат парламентарни избори през второто тримесечие на 1990 г.; да се изработи проект за нова конституция; да се прецени целесъобразността от съществуването на Държавния съвет и да се свика нов партиен конгрес.
Част от взетите на пленума решения трябва да се узаконят чрез гласуване в Народното събрание на негова сесия на 14 декември. Опозицията свиква голям митинг на площада пред парламента и настоява за ускореното премахване на Член 1 и за деполитизация на държавните институции. След края на митинга група депутати (Станко Тодоров, Милена Стамболийска, Благовест Сендов и Нешка Робева) излизат и се опитват да говорят пред митингуващите, но са посрещнати с викове: Оставка! Оставка! Вън от парламента!. Петър Младенов също прави опит за обръщение към гражданството като държавен глава, но бива освиркан и произнася фразата, която по-късно прекъсва политическата му кариера: По-добре танковете да дойдат! С усилията на ръководителите на СДС, призоваващи хората да се разотидат, напрежението е свалено, но хората продължават да изискват незабавни промени.
Предвид създалата се напрегната ситуация в Политбюро се формират две линии на поведение – консервативна и радикална. Консерваторите настояват за отлагане на парламентарните избори и разисквания по текст на нова конституция в съществуващото Народно събрание. Представителите на радикалното крило начело с Андрей Луканов и Петър Младенов настояват за започване на диалог с опозицията, за евентуално включване на нейни представители в правителството, за бързо насрочване на парламентарни избори и за поставяне икономиката на пазарна основа. И докато тези две концепции се състезават помежду си, събитията в другите социалистически източноевропейски страни набират скорост. В ГДР, Чехословакия и Полша старите партийни ръководства са свалени и са сформирани нови правителства, а в Румъния избухва истинско въстание, диктаторът Чаушеску и съпругата му са осъдени набързо на смърт от т.нар. „военен съд“ и са разстреляни. В крайна сметка Политбюро приема идеята за преговори с опозицията под формата на кръгла маса от 3 януари 1990 г. Преди това ЦК прави още един компромис – на 29 декември 1989 г. взема решение да се върнат рождените имена на българските турци, с което слага край на Възродителния процес.

### Национална кръгла маса
На 3 и 4 януари 1990 г. се провеждат предварителни консултации между представители на опозицията и ръководството на БКП за свикването на национална кръгла маса, която да очертае рамките на мирния преход. Опозицията си извоюва правото да отпечатва свой вестник и получава достъп до хартия и помещения Кръглата маса заседава официално до 14 май 1990 г. Освен премахването на Чл. 1 от старата конституция на нея е договорено разпускането на политическата полиция (част от Държавна сигурност), деполитизирането на армията, разпускането на първичните организации на БКП по месторабота. Премахнат е Държавният съвет, а длъжността държавен глава се изпълнява от председател (президент). Взето е решение за свикване на Велико народно събрание със задача да изработи нова конституция.
По същото време Народното събрание и институциите са все още старите, но протестите оказват влияния върху вземането на решения. Парламентът чинно изпълнява споразуменията от Кръглата маса – през януари е отменен чл. 1 от Конституцията, по-късно е приет Избирателен закон за предстоящите избори. През февруари правителството е оглавено от Луканов. В съществуващите тоталитарни политически партии и организации протичат интензивни процеси на адаптация – БКП се преименува в БСП, Отечественият фронт в Отечествен съюз, Димитровският комунистически младежки съюз в Българска демократична младеж. На 3 април Петър Младенов е избран за държавен глава на България, след което в съответствие с постигнатите споразумения Народното събрание се саморазпуска. Започва подготовката за провеждане на първите демократични избори след 45 години социализъм.

### Велико народно събрание
Първият кръг на изборите за VII велико народно събрание (ВНС) е проведен на 10 юни 1990 г., а вторият кръг – на 17 юни. Участват 9 партии, но основните противници са БСП и СДС. Изборите печели БСП с 211 места от 400. Избирателната активност е 90,3%. Предварителните резултати стават известни още в нощта на 10 срещу 11 юни и всички са изненадани от превеса на БСП. В София се събират спонтанни митинги и автоколони със сини знамена. Въпреки мнението на митингуващите, че изборите са манипулирани, ръководството на СДС взема решение да признае изборните резултати. Напрежението обаче остава. Хиляди хора излизат по улиците и не желаят да се прибират без нещата да се променят. Тази енергия кристализира по-нататък в различни форми на политически протест и граждански натиск: гражданско неподчинение, градове на истината, палаткови лагери, студентски стачки, граждански обсади на парламента.
В тази напрегната обстановка ВНС започва работа на 10 юли 1990 г. Съмненията за манипулации на изборните резултати и исканията за изясняване на истината за видеоматериала от 14 декември предизвикват силно брожение в некомунистическите среди. Започват студентски стачки и граждански вълнения. В центъра на София е построен Град на истината. Оставката на Петър Младенов на 6 юли и изборът на Желю Желев за временно изпълняващ длъжността президент не намаляват политическото напрежение, което достига кулминацията си на 26 август с пожара на Партийния дом в София.
Икономическите трудности принуждават Луканов да търси коалиция със СДС за изпълнителната власт, но след като СДС отказва, през септември той образува второ правителство. По това време икономическата криза се засилва, магазините са опразнени, липсват елементарни хранителни стоки, има криза за бензин (Луканова зима). В средата на ноември СДС призовава към масови протестни митинги срещу правителството и издига вот на недоверие, а КТ Подкрепа обявява обща политическа стачка за 26 ноември. След като от този ден нататък страната е парализирана от протести, Луканов подава оставка и на 30 ноември ВНС я гласува.
Големите спорове във ВНС се водят около законите, които да осигурят протичането на прехода: департизиране на държавния апарат и въпросът за земята. Гласуваният Закон за земята е компромисен, но слага начало на дълга криза в селското стопанство, изразила се в разпускане на ТКЗС чрез ликвидационни съвети. Основната цел на ВНС – да изработи нова Конституция на Република България – е изпълнена точно след една година въпреки политическата криза, свързана с протеста на 39 депутати от СДС. Конституцията налага държавно устройство, основано на разделение на властите и въвежда институцията на президента. Обикновеното Народно събрание се избира за срок от 4 години и в него участват 240 народни представители. Въвежда се Конституционен съд, чиято основна задача е да гарантира върховенството и спазването на основния закон. ВНС приема и Изборен закон, с който се въвежда пропорционална изборна система и се поставя праг за влизане в парламента от 4%.

### 1991 – 96

#### Правителство на Димитър Попов
Програмното правителство на Димитър Попов (1990 – 1991) е съставено в резултат на споразумение между парламентарно представените сили  с първоначален срок половин година. Двете му основни задачи са да стартира монетарната част от икономическата реформа, като освободи цените на стоките и да подготви и проведе следващите местни и парламентарни избори. Първата задача е изпълнена успешно с предварително осигурена подкрепа от страна на политическите сили и синдикатите, макар че остава в паметта на хората с фразата на премиера „За Бога, братя, не купувайте, ако ви се вижда скъпо!“ и започва непрекъснато понижаване на покупателната способност. Провеждането на шокова терапия е успешно и икономиката се стабилизира за шест седмици.
Изпълнението на втората задача е забавено от проточилата се работа на ВНС и по този начин правителството просъществува цяла година. Според Желю Желев това е най-успешното правителство на прехода, защото се ползва с широка подкрепа, то е едновременно програмно, експертно и на националното съгласие, но решаващият фактор в него е доминацията на представители на демократичната опозиция, които определят реформаторския му облик.

#### Правителство на СДС
Проведените през октомври 1991 общи избори за XXXVI народно събрание и за местно управление водят до нова конфигурация на политическите сили. При разпределението на парламентарните мандати води СДС-движение със 110 мандата, БСП има 106 мандата и ДПС – 24. На 8 ноември 1991 г. Народното събрание избира Филип Димитров за министър-председател, а предложеният от него кабинет разчита в дейността си на парламентарна подкрепа от страна на ДПС.
Това е първото дясно (синьо) правителство след 1989. То си поставя за основна цел „смяната на системата“ – изцяло да се сменят политическите и икономически условия, наследени от социализма, както и да се отстранят от държавната администрация всички стари кадри. Започва структурна реформа в икономиката, като внася необходимите закони за реституция и приватизация. В областта на външната политика правителството прави рязък завой в посока сближаване със САЩ и Западна Европа.
В средата на януари 1992 са проведени първите президентски избори, спечелени от двойката на СДС Желю Желев и Блага Димитрова. Така през 1992 г. мнозинството в парламента, правителството и президентът са от СДС.
През май 1992 г. България е приета за член на Съвета на Европа, през юни е една от основателките на Зоната за черноморско икономическо сътрудничество, а през декември кандидатства за асоцииран член на Европейския съюз. С напредването на икономическата реформа обаче жизненото равнище се снижава, броят на безработните расте и политическите сили, синдикатите и медиите и дори президентът Желев отправят много критики към правителството. Допълнително политическо напрежение възниква по повод т.нар. „Оръжеен скандал“ – оказали се по-късно необосновани обвинения на директора на разузнаването Бриго Аспарухов, че съветник на премиера е участвал в сделка с оръжие за Македония – и през октомври 1992 се стига до искане на вот на доверие от парламента, който не е получен и правителството подава оставка. След неуспех за сформиране на ново правителство СДС минава в опозиция до края на мандата на XXXVI народно събрание и следващото правителство е с мандата на ДПС.

#### Правителство на Любен Беров
Правителството на Любен Беров (1992 – 1994) е съставено от граждански експерти и се ползва с парламентарната подкрепа на ДПС и на БСП. Макар че то декларира, че ще продължава да изпълнява програмата на СДС, привърженици на СДС започват масови протести (митинги, гладни стачки, палаткови лагери), а парламентарната група на СДС прави шест неуспешни опита да го свали чрез вот на недоверие. Правителството не успява да стабилизира политическия живот, да реформира държавните институции и да стартира приватизацията на губещите предприятия, престъпността в страната расте. Все пак е направена важна стъпка в модернизирането на данъчната система с въвеждането на данък добавена стойност.
През февруари 1994 г. България се присъединява към програмата на НАТО „Партньорство за мир“ и става асоцииран член на съюза.
На 2 септември 1994 Любен Беров подава оставка. Поради отказа на СДС и БСП да образуват правителство, президентът Желю Желев разпуска парламента и насрочва парламентарни избори за 18 декември 1994 г. Дотогава работи служебно правителство с министър-председател Ренета Инджова.
Според Желю Желев към средата на 1993 г. България вече е демократична страна със свобода на словото, печата, сдруженията, митингите, с многопартийни демократични избори и опозиция в парламента. На същото мнение е Андрей Луканов. Според Калинова и Баева този момент е достигнат след декември 1994, когато е изпълнен т.нар. „тест на двойната промяна“ (по Хънтингтън), когато два пъти бъде извършена смяна на управляващите по демократичен път без насилие, демократичните процедури действат стабилно.

#### Правителство на Жан Виденов
Поредните парламентарни избори носят убедителна победа на коалицията, водена от БСП, която сформира правителство начело с Жан Виденов. По време на неговото управление (1995 – 1996) реформите за преход към пазарна икономика спират и то провежда „социално-ориентирана“ икономическа политика.
На 8 януари 1996 г. е дадено начало на всеобхватно раздържавяване на държавните активи, натрупани от 1945 г. до 1989 г., чрез така наречената масова приватизация. На гражданите е дадена възможност да закупят бонове, срещу които могат да получат акции в държавни дружества или които могат да вложат в приватизационни фондове.
Не се сключва нито една сериозна приватизационна сделка, напротив – прави се опит за повторно въвеждане и модифицирана форма на централно планиране с цел съживяване на държавните предприятия. Делът на контролираните от правителството цени нараства от 18,9% през 1994 г. до 52,4% през 1996 г., като последицата е изкривяване на съотношението между търсене и предлагане. Съчетанието от регулирани цени на произведената продукция (цената, по която ще се продава произведената стока) и световни цени на влаганите ресурси (участват в образуването на себестойността на продукцията) води до влошаване на финансовото състояние на онези държавни предприятия, чийто производствен процес се основава на внос на ресурси – те стават губещи (себестойността превишава продажната цена и от това следва загуба). Но правителството не само не спира прякото им субсидиране, а оказва силен натиск върху държавните банки да ги кредитират. Това е една от причините за настъпването на криза в банковата система през пролетта на 1996 г. Правителството няма кураж да затвори проблемните банки или да спре отпускането на кредити за икономическите субекти с най-големи загуби. От април до октомври фалират 15 банки, като много българи изгубват спестяванията си. Разменният курс на щатския долар спрямо лева расте главоломно, което води до инфлация и хиперинфлация. През лятото на 1996 настъпва и зърнена криза поради прекалено голям износ и слаба реколта, а зимата на 1996 е наречена Виденова зима заради рязкото намаляване на снабдяването с хранителни продукти и повишаването на цените.
Есента на 1996 г. е белязана от още две важни събития: на 2 октомври пред дома му е убит Андрей Луканов, а в края на октомври се провеждат вторите президентски избори, спечелени от Петър Стоянов, кандидат на обединената опозиция. Този успех окуражава опозицията да иска предсрочни избори и задълбочава вътрешната криза в БСП. На 21 декември 1996 на проведения извънреден 42-ри конгрес на БСП Жан Виденов подава оставката си като председател на партията и като министър-председател. Така България посреща 1997 в състояние на безвластие – президентът Желев е с изтичащ мандат, правителството е в оставка, бушува икономическа и политическа криза, а парламентът излиза в коледна ваканция.
На 6 декември 1996 г. България става член на СТО.

### 1997 – 2001

#### Политическа криза
В началото на 1997 в България има вълна от гражданско неподчинение. Недоволството се изразява във всекидневни мирни шествия. София изживява няколкодневна блокада на основни улици и кръстовища и спрян градски транспорт. СДС и КТ „Подкрепа“ организират втора национална стачка. Пътищата са блокирани, работниците отказват да работят, инфлацията расте с дни, а зърното е на привършване, с което започва недостиг на хранителни продукти. За около един месец валутният курс на долара скача на 3000 лв., а инфлацията вече е 300%. Реалната стойност на заплати и пенсии пада до стойност, равняваща се на 5 долара. През януари напрежението ескалира и се стига до щурм на Народното събрание. В тази напрегната обстановка БСП се отказва от опитите за съставяне на ново правителство, като Николай Добрев връща мандата на президента Стоянов. Обявени са извънредни парламентарни избори за 19 април и е назначено служебно правителство начело със Стефан Софиянски, тогава кмет на София. Поради извънредната ситуация то получава разширени пълномощия, предварително договорени от политическите сили на Консултативен съвет за национална сигурност на 12 февруари. В резултат на това правителството още на 17 февруари внася кандидатурата на България за член на НАТО, а месец по-късно подписва меморандум за стабилизационен заем с МВФ.
Предизборната кампания е свързана с политически трансформации – СДС взема решение да се превърне в партия, а Иван Костов се утвърждава като неин лидер. От БСП се отделя Българската евролевица, а няколко партии се обединяват в коалиция Обединение за национално спасение.
На изборите абсолютно мнозинство с 52,26% и 137 депутатски мандата (от общо 240) печелят Обединените демократични сили (Съюз на демократичните сили, Демократическа партия, Български земеделски народен съюз (БЗНС), Българска социалдемократическа партия (БСДП)), което създава нова конфигурация в XXXVIII народно събрание. Конфронтационният дух е заменен от желание за сътрудничество и парламентът приема декларация за излизане на България от кризата.

#### Правителство на ОДС
На 21 май 1997 г. парламентът одобрява новия кабинет, оглавен от Иван Костов. То излиза с програма за бързи и решителни реформи „България 2001 г.“ първата му неотложна задача е да въведе валутен съвет, за да стабилизира финансовата система. МВФ отпуска на България транш от 140 млн. долара и стабилизацията не закъснява. Икономическите реформи до 1999 г. се изразяват в преструктуриране на цените (съобразяването им с пазара), намаляване на дела на контролираните цени и в мащабна, повсеместна приватизация. За периода 1997 – 2001 са приватизирани 45% от държавните активи (от 1993 г. до края на 2003 са приватизирани общо 53% от държавните активи). Правителството многократно търпи обвинения от политическите си опоненти в корупция, клиентелизъм и незаконни приватизационни сделки. Основната част от обвиненията са насочени към продажби на минимална стойност на важни предприятия като БГА „Балкан“, Кремиковци АД, Видахим и др.
Финансовата стабилизация и ниската инфлация мотивират решение за деноминация на българския лев и на 5 юли 1999 той се изравнява с германската марка.
Във външната си политика България продължава пътя си към Европа. През юли 1998 тя е приета за член на ЦЕФТА, а през декември 1999 получава покана да започне преговори за присъединяване към Европейския съюз, които стартират през февруари 2000 г. Започналият същия месец процес срещу българските медици в Либия обаче нанася удар върху престижа на правителството.
Правителството е първото, успяло да изпълни мандата си до край, като най-голямата му гордост е приватизацията. Обществото обаче реагира негативно поради повишаващата се безработица, закриването на малки предприятия и лишаване от средства за поминък. Медиите изнасят данни за приватизация „под масата“ и злоупотреби с компенсаторни бонове.
На 26 април 2000 г. XXXVIII народно събрание приема Закон за обявяване комунистическия режим в България за престъпен, окачествяващ управлението на БКП за национална катастрофа и я обявява за престъпна организация 

### 2001 – 2007

#### Правителство на НДСВ
През 2001 г. започва нов етап в прехода с изненадващото завръщане на Симеон Сакскобургготски в българската политика. През април той декларира, че ще поведе обществено движение за нов морал в политиката и нови икономически решения, с нови идеи и с нови хора. Представя програма, в която се обявява срещу корупцията и голямото разслоение между богати и бедни и иска доверие за 800 дни, за да може всеки българин да усети подобрение в живота си. Новата партия Национално движение Симеон Втори (НДСВ) печели парламентарните избори и получава 120 мандата. ОДС остават втори, но със силно намален резултат спрямо предходните избори. Коалиция за България е трета, а ДПС – четвърта парламентарна сила. Така през юли Симеон Сакскобургготски оглавява правителство на НДСВ и ДПС, включващо и двама представители на БСП (като експерти, без официална партийна подкрепа). Никой от новите министри не е заемал подобен пост преди и повечето са непознати за обществото. Премиерът се отличава от познатите политици с умереност и аристократично държане. Обещаното подобряване на жизненото равнище обаче така и не се реализира, а особено голямо разочарование предизвиква скандалът с т.нар. „царски имоти“. Ореолът на Симеон губи блясъка си, доверието към него бързо спада и на местните избори през 2003 НДСВ печели под 10% от гласовете. Все пак тази нова политическа сила трайно променя политическото статукво на двуполюсния модел. Особено разрушителен е ефектът ѝ върху СДС – организацията напускат и създават нови партии Стефан Софиянски (ССД), Евгений Бакърджиев (БДС „Радикали“) и малко по-късно Иван Костов (ДСБ). БСП губи надеждата, че недоволството от дясното управление автоматично ще я върне на власт
Втората голяма изненада на 2001 г. поднасят президентските избори през есента, които печели Георги Първанов. Така се потвърждава тенденцията обществото да не дава повторно подкрепата си на политическа сили или личност, което изразява негативна оценка.
През 2002 правителството намалява някои данъци. БКК приватизира две големи банки и делът на частната собственост в банковия сектор достига 97,6%, като основната част от банките вече са собственост на големи чужди инвеститори. През юни 2004 г. 65% от капитала на БТК също е продаден. Правителството създава и нова държавна авиокомпания България Ер на мястото на БГА „Балкан“. Въпреки това практиката на отпускане на субсидии за губещи предприятия и отрасли се запазва, например БДЖ ежегодно получава субсидии между 70 и 100 милиона. Все пак, в доклада си от октомври 2002 г. Европейската комисия най-накрая обявява България за страна с функционираща пазарна икономика. Най-важното външнополитическо събитие през 2004 г. е присъединяването на България към НАТО заедно с още шест държави.
В началото на 2005 отношенията сред управляващите се изострят и в началото на февруари избухва парламентарна криза поради приватизацията на Булгартабак. На 4 февруари председателят на парламента Огнян Герджиков е свален от поста, а на 11 февруари вот на недоверие към правителството е отхвърлен само благодарение на подкрепата на членове на партия Новото време, отцепили се година преди това от НДСВ.

#### Трипартийна коалиция
Предизборната кампания през 2005 г. протича под знака на предстоящото присъединяване на България към ЕС. В XL народно събрание влизат цели 7 партии, но няма ясно изразено мнозинство на близки в идейно отношение сили и съставянето на правителство е трудно. Голямата изненада на изборите е успехът на новата крайнодясна партия Атака. След дълги консултации е сформирано трипартийно правителство от Коалиция за България, НДСВ и ДПС начело със Сергей Станишев. Според коалиционното споразумение министерските постове се разпределят в съотношение 8:5:3, заместник-министерските 32:22:16 и областните управители 14:8:6. Съставен е Политически съвет на тристранната коалиция. Тъй като избирателите на отделните партии имат разнопосочни очаквания, Станишев определя правителствената линия като социално-либерална и започва да говори за съчетаване на социалните и икономическите приоритети. Програмата на правителството има за цел европейската интеграция, икономическия растеж и социалната отговорност.
През октомври 2005 излиза силно критичен доклад на ЕК за Румъния и България, в който се посочва, че са необходими допълнителни усилия за борба с корупцията и организирана престъпност и в двете страни. След много дискусии парламентът приема поправки в конституцията по отношение на съдебната система. Макар че критиките от страна на ЕК продължават и през 2006, през септември 2006 ЕП взема положително политическо решение.
На 1 януари 2007 г. България става пълноправна членка на ЕС заедно с Румъния.

## Към пазарна икономика
Докато демократизацията приключва за няколко години, преходът към пазарна икономика е труден и продължителен. На Кръглата маса належащите икономически реформи почти не са дискутирани. Същевременно управлението на плановото стопанство продължава да се води постарому, функционират много от институциите на старата система, а идейните нагласи на първите правителства са за демократичен социализъм. Израз на половинчатата и непоследователна политика от 1990 г. е идеята за „постепенен преход“ към пазарна икономика, отложило с повече от година най-належащите макроикономически промени. Самият Луканов до 1993 г. продължава да лансира идеята за „конвергенция и разумно и селективно съчетаване на заварения потенциал с принципите на демокрацията и социалната пазарна икономика“. В тези условия продължава процесът на основаване на фирми по силата на Указ 56 и на прехвърляне на държавни средства в „подходящи“ частни ръце. Примери за компании, основани по този начин, са Мултигруп, Първа частна банка и още стотици фирми
Противоположната теза, лансирана от поддръжниците на неолиберализма, е за „спешен пазарен преход“ и включва максимално бързо пускане в действие на пазарните механизми, децентрализация на стопанския живот и приватизация на монополната държавна собственост. Иван Костов нарича прехода „буржоазна контрареволюция на социалистическата революция“
Един от първите опити за очертаване на „пътна карта“ за смяна на икономическия модел е стратегията „Ран-Ът“. Това е икономическа стратегия за преход към пазарна икономика, изготвена в рамките на 6 месеца от Националната търговска камара на САЩ по молба на правителството на Луканов и представена през септември 1990 г. Тя предвижда широко обхватни структурни реформи като приватизация и смяна на организацията в селското стопанство, енергетиката и промишлеността, преструктуриране на предприятията и налагане на финансова дисциплина, либерализация на външната търговия и цените, реформи в социалните сектори. Поредица от правителства обаче така и не прилагат тази стратегия и истинските реформи започват едва през 1997 г. Според Ричард Ран „България прахосва годините до 1997 г. в политически хаос“.

### Смяна на собствеността
Смяната на собствеността в България се осъществява в три направления – реституция, приватизация, концесии. Водят се много спорове кое има приоритет, но в крайна сметка надделява мнението за предимство на реституцията. В началото на 1991 г. е приет Закон за собствеността и ползването на земеделските земи, а в края на годината – Закон за възстановяване собствеността върху одържавени недвижими имоти. Първият предвижда твърде сложна процедура за връщане на селскостопанските земи и то в реални граници, затова в него се правят множество поправки, но процесът на изясняване на правата на собственост е сложен. Така до септември 1996 г. едва 18% от земеделските имоти са с безспорно установена собственост. Дейността на ликвидационните съвети в много от случаите довежда до практическото унищожаване на структурата и капитала на земеделските стопанства. Вторият закон действа много по-успешно и според НСИ към септември 1996 г. яснота има по 90% от постъпилите заявления за собственост на градски имоти.
Законът за приватизация на държавните и общински предприятия е приет през 1993 г. Прилагането му обаче се натъква на трудности, свързани с изключителното право на държавата да ползва земята и природните ресурси, експлоатирани от бившите държавни предприятия. За отстраняването им е приет самостоятелен Закон за концесиите, но чак през 1995 г. Съдебните спорове за правото на собственост и имуществените права са честа практика, тъй като до 1996 г. гражданско-процесуалното и наказателното законодателство изостават (в по-голямата си част те са наследство от централно планираната икономика).
Двете основни форми на приватизация в България са касова приватизация и масова приватизация. Въпреки декларациите на различните правителства в периода 1991 – 1996 г. за ускоряване на приватизацията и мащабната подготовка за нея, касовата приватизация на значителна част от средните и големи предприятия не е факт до 1996 г., когато е направен опит за масова приватизация. Първият и най-успешен търг от нея е проведен едва през октомври 1996 г.
В края на 1992 г. частният сектор в икономиката по експертни оценки е между 15 и 25% от БВП (и до 1996 г. остава под 50%). В същото време, в бившите централно планирани икономики от Централна Европа още след 1992 г. той вече е над 50%. В България границата от 50% е премината към 2004 г.
В периода 1993 – 2004 г. са приватизирани 57,4% от дълготрайните активи на държавата, оценени на около 25 млрд. лв. От тази сума обаче в бюджета постъпват само 2183 млрд. лв., останалите са „изгубени“ поради некоректно сключени или обслужвани договори, неизпълнени инвестиционни програми, източени предприятия или отказ от поетите задължения
Работническо-мениджърските дружества (РМД), създадени в периода 1997 – 2001 според Градинаров са по правило паразитни структури, създадени за разграбване на държавния ресурс. Те нямат финансови средства, нито ноу-хау, за да осъществят бизнес плановете си. От всичките 6500 сделки за целия период на приватизацията около 32% са сключени с РМД-та, като при това едва 34% от плащанията по тях са в налични пари. Останалото е в компенсаторни книжа или други непарични платежни средства. Именно РМД-тата са в основата на краха на военно-промишления комплекс и на много други отрасли.

### Финансови проблеми
Външен дълг
През пролетта на 1990 г. започналата в края на 80-те години дългова криза достига своята кулминация, България преустановява плащанията по външния дълг и остава изолирана от международните финансови пазари. Единственият възможен източник на финансиране е МВФ, но той поставя условие за финансова либерализация и дълго време тя се осъществява предимно под неговия натиск. Така историята на икономическата политика на България от началото на 1991 г. се свързва тясно с взаимоотношенията с МВФ.
През 1992 г. е подписано споразумение с основните кредитори за 3-годишен гратисен период по просрочените плащания. След неговото изтичане правителството опитва да договори ново разсрочване, но безуспешно. Все пак плащанията са възобновени, но това допълнително обезкръвява икономиката и следва тежка икономическа криза, която е преодоляна едва с въвеждането на режима на валутен борд през 1997 г. След това икономиката започва да се стабилизира и след 2000 г. международните кредитни агенции постепенно възвръщат доверието си в платежоспособността на България. Според Георги Ганев от икономическа гледна точка 1997 г. е много по-разломна за България от 1989 Реалният доход на глава от населението, който намалява прогресивно от средата на 70-те, през 1989 маркира ускорение в спада и минимумът му е достигнат през 1997 г.
През 2009 г. държавният външен дълг е стопен от 180% от БВП през 1991 г. до близо 20% от БВП. Това е съпътствано обаче от увеличение на частния външен дълг, несъществуващ преди 1989, който през 2008 г. възлиза на около 89% от общия външен дълг Запазва се тенденцията, започнала през 1985 г., външнотърговският баланс да е отрицателен.
Движението на външния дълг през годините е следното: 1989 г. – 12 милиарда долара без лихвите; 1991 – 12,3; 1993 – 13,9; 1994 – 11,4 (спада благодарение на споразумение за опрощаване на 50% от Лондонския клуб); 1995 – 10,5; 1996 – 9,6; 1997 – 9,76; 1998 – 9,97; 1999 г. – 9,4 милиарда.
Финансова либерализация
През първата половина на 90-те години липсва ясна държавна стратегия за преструктуриране на финансовата система, подкрепена ясно от основните политически сили, която да оформи рамката за финансова либерализация. Това води до множество несъвършенства на законодателните, счетоводните и институционалните инструменти.
През 1989 г. банковата система се състои от БНБ и 59 търговски банки (повечето от тях създадени чрез трансформиране на бившите клонове на БНБ). Към края на 1990 г. общият брой на държавните банки достига 70, но след консолидиране те намаляват до 35 през 1996. Частни банки се създават най-активно през 1991 – 1993 г., а чужди банки са допуснати на българския пазар едва през 1994 г. Според Димитър Луджев, със специални решения на Министерския съвет в края на 1989 и началото на 1990 г. е било определяно какви частни банки и дружества да бъдат създадени и кои хора да ги оглавят, През 1990 г. повече от половината от банковите кредити на държавните предприятия не се обслужват и се превръщат в лоши кредити.
През 1991 г. е приет Закон за БНБ, даващ значителна степен на автономия и независимост на националната банка. Според действащите тогава правила БНБ рефинансира търговските банки въпреки отрицателните им финансови резултати. Законът за банките и кредитното дело (1992 г.) и съпътстващите ги опити за въвеждане на стандарти в банковата дейност идват много късно, когато финансовото разстройство е налице. Либерализацията на цените, лихвените проценти, валутните курсове и лицензиите вече са отворили врата за погрешното разбиране, че пазарната икономика изключва регулациите. В такава среда, както съществуващите, така и новопоявяващите се финансови институции, са съюзници срещу всякакви регулации, а банковият надзор не разполага с обществено-политическа подкрепа да упражнява обществената си функция. Така възниква финансова нестабилност, прераснала във финансовата криза през 96 – 97 г., която е от най-тежкия вид – включваща крах на банковата система и валутна криза.
Натрупване на капитал
В началото правна база за създаването на фирми е указ 56, а след юни 1991 – новият Търговски закон. Тъй като тогава доминира държавната собственост, поддържана със субсидии, тя става естествена основа, върху която се изграждат много от новите частни фирми. В някои случаи процесът приема формата на откровен грабеж, в други преразпределянето на активи е завоалирано. Често използван сценарий е създаването на паралелни структури, прехвърляне на загубите към държавното предприятие и канализиране на печалбите към избрани частни фирми.
Липсата на прозрачност при набирането на частен капитал води до възникване на слухове за раздаване на държавни пари на избрани бъдещи бизнесмени. Според Юрген Рот през 1989 – 90 от България са изнесени между 4 и 9 млрд. щатски долара. Например Иво Недялков описва как е получил кредит от 17 милиона лева така: „Андрей Луканов огласи едно решение, с което държавата дава възможност на определени частни фирми да се кредитират от банките.“:7:37 – 8:56 Той твърди, че за разлика от други кредитополучатели, ги е върнал преди хиперинфлацията от 1996 – 1997 г.:10:15 – 11:18
По-късно съдът постановява, че чрез финансовата си пирамида той е присвоил от жертвите си 38 млн. лева в периода 1993 – 1994 г.
Инфлация
Общ белег на икономическата и монетарната политика на всички правителства до 1997 г. е борбата с инфлацията. Рязко увеличение до хиперинфлация има на три пъти (февруари 1991 г., март 1994 г. и последното тримесечие на 1996 г.). Първият случай е през 1991 г., когато цените се либерализират в ситуация, в която институционалната реформа и приватизацията се развиват много бавно. През 1994 г. увеличената пряка намеса на държавата в ценообразуването води до засилване на инфлационните процеси. България влиза в омагьосан кръг: за да финансира „национално важни приоритети“, правителството разширява паричното предлагане, но за да канализира харченето, започва да регулира цените. През 1995 г. средногодишният темп на инфлация достига 96%. Повторното въвеждане на централно планиране, съчетано със спирането на структурните реформи и източването на банковия сектор води до нов инфлационен скок: натрупаната инфлация за 1997 г. е 310%, а за първите четири месеца на 1997 г. достига 438%.
Според Христова и Станчев, България е класически пример за отрицателното влияние на инфлацията върху икономическия растеж. Когато правителството започва да води „активна“ парична политика, производството и доходите намаляват. Когато инфлацията е ниска – те растат. Практическият ефект от тази политика е изсмукването на доходите чрез т.нар. „инфлационен данък“: в периода от 1990 г. до 1997 г. гражданите са загубили по 55 стотинки от всеки свой лев (най-вече благодарение на правителството на Жан Виденов).

## Социални аспекти
Според социолози по времето на прехода хората излизат от една примитивна социална йерархия под тоталитарен контрол, където е забранено почти всичко, което не е задължително, и навлизат в съвършено нови условия на пазарна размяна, за които се оказват напълно неподготвени. Те не знаят как функционират цените, не знаят как да се държат на пазара на труда и не притежават необходимата компетентност и култура, в частност за финансови трансакции, което води до сериозни негативни последици, като загуба на спестяванията им по време на финансовата криза от 1996 г.
Едно от най-видимите социални следствия от прехода е сривът в благосъстоянието на огромното мнозинство от гражданите поради провалилата се приватизация на държавното имущество и оформянето на една малка прослойка от 4 – 5% от населението, която по незаконен или полузаконен път натрупва богатство. Друга съществена причина за бедността е вторичното преразпределение на средства чрез държавните и общинските властови структури. Градинаров посочва на трето място блокирането на значителни финансови ресурси в изпълнение на условията, поставени от МВФ.
През 2009 г. България все още е най-бедната държава в ЕС със средна работна заплата от €300.
Населението на България се стопява с 1,8 милиона души. По официални данни от близо 9 милиона през 1989 г. то се свива до 7 204 687 към юли 2009 г. (без данни за брой на икономически емигранти и обезлюдени малки населени места). Настъпващата през 80-те години демографска криза не само не е овладяна, но се задълбочава. Раждаемостта намалява драстично, което бива обяснявано със страха и несигурността заради събитията.
Здравеопазването се подобрява според показателя средна продължителност на живота. Средната продължителност на живота в началото на 70-те години за мъжете е сравнително висока, равнявайки се на средните нива за ЕС. След 70-те продължителността на живота се запазва на приблизително константно ниво от около 71 години, изоставайки драстично от нивата в Западна Европа и към 89 година сме на едно от последните места в Европа по този показател. След лек спад в началото на 90-те години започва трайно повишение и към 2013 година средната продължителност на живота в България е с около 4 години повече спрямо 1989 година. Въпреки това поради натрупаното изоставане в периода 1970 – 1990 продължителността на живота е в България е по-ниска от тази в ЕС и източно-европейските страни от ЕС. Според СЗО за 1997 г. България се нарежда на 92-ро място по резултати на лечението, и на 102-ро място, когато се включат показатели като ефективност на разходите и качество на образованието.
Преходът довежда до рязко подобрение на безопасността на труда. Броят на загиналите при трудови злополуки през 1986 – 1988 година е средно 477 души годишно (без да се включват загиналите в Строителни войски и по време на работа в бригади), а през 2010 – 2015 година е спаднал на средно 97 души.
Образованието търпи качествен спад като последствие от макроикономическите и обществените процеси.
Жизненият стандарт и качеството на живота са по-ниски от средните за света. Например, България има по-нисък ИЧР – 0,840, от все още социалистическата Куба – 0,863.
Стандартът на живот се понижава. През 90-те години НБВП на глава от населението се понижава – от 25-о място в света през 1988 г., двадесет и една години по-късно България заема 77-о. Този показател по години е показан по-долу:
| НБВП на глава от населението (по курс на долара от 1990)[77] | 1950       | 1973       | 1989[78]     | 1990     | 2009         | 2013[79] | 2020[80] |
| ------------------------------------------------------------ | ---------- | ---------- | ------------ | -------- | ------------ | -------- | -------- |
| САЩ                                                          | $ 9561     | $ 16 689   | $ 22 169[81] | $ 23 214 | $ 47 440[82] | $ 52 939 | $ 67 697 |
| Италия                                                       | Няма данни | Няма данни | $ 16 128     | $ 20 112 | $ 37 148     | $ 35 815 | $ 35 380 |
| СССР / Русия                                                 | $ 2834     | $ 6058     | Няма данни   | $ 6871   | $ 11 807[83] | $ 14 469 | $ 14 480 |
| България                                                     | $ 1651     | $ 5284     | $ 6217       | $ 5552   | $ 5916[84]   | $ 7532   | $ 9293   |
| СФРЮ / Сърбия                                                | $ 1585     | $ 4350     | $ 5917       | $ 5695   | $ 6782[85]   | $ 6354   | $ 7983   |
| Румъния                                                      | $ 1182     | $ 3477     | $ 3890       | $ 3525   | $ 9310[86]   | $ 9001   | $ 13 988 |
Преходът довежда до силно намаляване на тежката престъпност в страната. Броят на умишлените убийства намалява от средно 210 годишно за периода 1981 – 1986 година на 161 за 2005 – 2009 година и 121 през 2010 – 2014 година. В България има силно присъствие на организираната престъпност Появилите се в началото на 90-те години на ХХ век силови групировки като ВИС и СИК и появата на т.нар. „мутри“ са символ за началото на организираната престъпност[източник? (Поискан днес)].
Корупцията е също голям проблем – България е първата страна в ЕС със спрени присъединителни фондове – през октомври 2008, заради корупция и слаба администрация. Заедно с Румъния, според Transparency International, заемат първо място по корупция е ЕС.

## Оценки
Проучване на общественото мнение, проведено от „Галъп интернешънъл“ по метода „лице в лице“ 30 години след Ноемврийския пленум на ЦК на БКП (между 1 и 8 ноември 2019 г.) сред 835 пълнолетни българи, на които е зададен въпросът „Моля да ми кажете съгласен/сна ли сте, или не сте съгласен/сна с всяко едно от следните твърдения“, показва следните резултати:
| Твърдение                      | Отговори, %  | Отговори, %     | Отговори, % |
| ------------------------------ | ------------ | --------------- | ----------- |
| Твърдение                      | Съгласен съм | Не съм съгласен | Не знам     |
| Иван Костов е виновен          | 49           | 17              | 37          |
| Държавна сигурност е виновна   | 32           | 27              | 41          |
| При Тодор Живков беше по-добре | 45           | 22              | 33          |
| Демокрацията ни отне много     | 54           | 30              | 16          |
| Преди доматите бяха истински   | 84           | 3               | 13          |

Преходът в България води до тежка демографска катастрофа на България през XXI век. При преброяването през 1985 г. населението на България е 8 948 649 души. Към 31 декември 2018 г. населението на България е 7 000 039 души, което е с 21,775% по-малко, отпреди началото на промените. От 1989 г. до 2012 г., 183 селища в България са напълно обезлюдени. 1262 селища, което е 23.7% от всичките 5329 такива в страната ни, са с население от 10 до 99 души.